# LaTeX
LaTeX (vyslovuje se [latech], někdy podle anglické výslovnosti [leitek] či [la:tek] nebo nesprávně [lateks] či ['leiteks], formátuje takto {\displaystyle \mathrm {L\!\!^{{}_{\scriptstyle A}}\!\!\!\!\!\;\;T\!_{\displaystyle E}\!X} }), je balík maker programu TeX, který umožňuje autorům textů sázet a tisknout svá díla ve velmi vysoké typografické kvalitě, přičemž autor používá profesionály předdefinovaných vzhledů dokumentu. LaTeX byl původně napsán Lesliem Lamportem. LaTeX užívá programu TeX jako sázecího stroje.
Od 90. let je LaTeX rozšiřován týmem LaTeX3, který vede Frank Mittelbach. Tento tým se snaží sjednotit všechny rozšiřující verze LaTeXu, které postupně vznikaly od verze 2.09. Aby byla nějakým způsobem odlišena stará verze od nové, byla zatím aktuální označena jako LaTeX 2ε ([latech tu: i:]).
Dokument v LaTeXu se píše jako text, do kterého se ručně vpisují formátovací příkazy,
podobně jako například v HTML, následně je nutné dokument přeložit. To na jednu stranu přináší nutnost pamatovat si příkazy nebo je vyhledávat, na druhou stranu je tak důsledně možné
při tvorbě dokumentu nezávisle na sobě pracovat na obsahu dokumentu a na jeho vzhledu. Pokud například autor
chce začít novou kapitolu, použije příslušný příkaz a nestará se vůbec o to, jakým a jak vysokým fontem bude nadpis kapitoly vysázen. Velikosti a typy fontů jsou dány stylem dokumentu a pouhou změnou definice stylu (jeden příkaz v záhlaví dokumentu) je možné zcela změnit vzhled dokumentu. To je výhodné například při psaní článku pro časopisy. Výhodou ručního psaní formátovacích příkazů je rovněž to, že uživatel je vždy všechny vidí a má tak nad formátováním plnou kontrolu.
LaTeX je dostupný pro všechny rozšířené operační systémy a vzhled dokumentu nezávisí na tom,
pod kterým operačním systémem byl přeložen. Aby bylo možno dosáhnout takovéto univerzálnosti, LaTeX používá
svoje vlastní fonty. Fonty mají profesionální typografickou úroveň a obsahují i ligatury. Další fonty (například Times New Roman oblíbený pod Microsoft Wordem) jsou k dispozici ve formě přídavných balíčků. Standardně je výstupní soubor ve formátu DVI, součástí standardní instalace LaTeXu jsou však i konvertory do postscriptu a PDF.